# Nikita Eskov
Nikita Ieskov  - en russe : Никита Еськов - et en anglais : Nikita Eskov - (né le 23 janvier 1983 à Léningrad) est un coureur cycliste russe.

## Palmarès sur piste

### Championnats du monde juniors
- 2000
  -  Médaillé de bronze de la poursuite par équipes juniors
- 2001
  -  Champion du monde de la course aux points juniors

### Coupe du monde
- 2003
  - 1er de la poursuite par équipes à Moscou (avec Alexei Markov, Sergueï Klimov et Alexander Serov)
- 2004-2005
  - 2e de la course aux points à Manchester

### Championnats d'Europe
- Valence 2003
  -  Champion d'Europe de la course aux points espoirs

## Palmarès sur route
- 2000
  - 9e du championnat du monde du contre-la-montre juniors
- 2002
  - Clásica de la Chuleta
  - 2e étape du Tour de la Bidassoa
  - 2e étape du Tour de Tarragone
- 2007
  - 3e du Gran Premio Chianti Colline d'Elsa

## Résultats sur les grands tours

### Tour d'Italie
1 participation
- 2009 : 65e

### Tour d'Espagne
1 participation
- 2008 : 57e